# Kalvehave Idrætsforening
Kalvehave IF er en dansk fodboldklub. Klubben blev stiftet den 13. januar 1935 og klubbens første formand var Jens Nielsen. De første år af klubbens historie ved man ikke meget om, da de første protokoller sandsynligvis ikke eksisterer mere. Men ifølge Sjællands Boldspil-Union's oversigter er klubben blevet optaget i SBU senest i sommeren 1935. Dvs. samme år som klubben er blevet stiftet. Klubben optrådte i klubbens første år i blå og hvidt, men valgte senere at skifte til rød og hvid, da naboklubben Stensved også brugte de blå/hvide-farver.
Klubbens valgsprog er: "En mand kan forlade Kalvehave IF, men Kalvehave IF kan aldrig forlade en mand."

## Bedste seniorhold
Kalvehaves bedste seniorhold har igennem mange år spillet i serie 5. Helt tilbage i 1980 spillede holdet dog i serie 3, men siden hen er det gået lidt tilbage. I slutningen af 80'erne blev det til to sæsoner i serie 4 (1986 og 1988), men ellers har den stået på serie 5 bold og i 1999 var den hel gal. Nedrykningen til serie 6 blev kun reddet via en protest, da en modstander havde brugt en ulovlig spiller. Efter en del år med mangel på spillere er bøtten vendt. En gruppe unge kalvehave-drenge, der vendte hjem til klubben (Mads Jørgensen, Martin Leider Olsen Dennis Madsen, Lars Filtenborg, Jonas Madsen og Martin Andersen), stammen fra det gamle serie5-hold (Morten Olsen, Frank Gjøtterup, Brian Madsen, Thomas Christensen og Kenneth Rasmussen) samt nye kræfter ude fra (Chris Hansen, Michael Christensen, Morten Ahlmann, Dan Jørgensen, Rune Grabas, Brian Skov og Michael Skov med flere) valgte at ville spille "de røde soldater" frem til nye storhedstider. I sæsonen 2001 blev det til oprykning for klubbens serie 5 & 6 hold. Det hele kulminerede i 2004 , da Kalvehave IF vendte tilbage i serie 3 efter 24 års fravær. Oprykningen i 2003 blev afgjort med en 3-3 kamp mod ærkefjenden fra Mern UIF, der gjorde at KIF trak det længste strå foran næsen på MUIF ved at score to mål i kampens slutfase. 2003 var desuden den sæson, hvor klubben for første gang kunne stille med et U21-hold. Det blev dog kun blev til en enkelt sæson. Desuden rådede klubben indtil 2006 over et serie 5 hold og et veteranhold. Klubben er igennem de seneste mange år blevet ledet af "Eriksson-klanen". Klubbens noget højtråbende og kritiske fans og hårdtfightnede spillere har givet klubben et blakket – men noget overdrevet- ry som kontante, ligefremme og tørstige.

## Særlige kampe
Kalvehave IF har også i flere omgange spillet mod store hold. I 1996 havde klubben besøg af Brøndby IF's førstehold i en opvisningskamp, der dog resulterede i et mindre nederlag. I 2000 spillede klubben mod Showstars-holdet med brødrene Laudrup og flere andre gamle landsholdspillere fra 80'erne og 90'erne. Klubben har også forsøgt sig i DBU's landspokalturenring – uden det dog har medført nogen større succes.

## Særlige spillere
Kalvehave IF's mest kendte spiller gennem tiderne har været Keld Bak (Næstved, hvor han var med til at vinde bronze i 1972). Han spillede flere landskampe for Danmark og var bl.a. med til De Olympiske Lege i 1972 i München. I nyere tid, 1999, har Kalvehave-drengen Dennis Vestergaard Madsen (født 1984) opnået at blive udtaget til U15-landsholdet. 
Derudover har sangeren Michael Falch i en årrække optrådt på klubbens hold. Tidligere amtsborgmester i Storstørms Amt (1984-1997) og borgmester i Langebæk Kommune (1981-1984), Poul Christensen (S), var i 1960'erne målmand på Kalvehave IF's førstehold, da klubben spillede i serie 2, hvilket er den bedste placering for klubben nogensinde. Ifølge legenden valgte Poul Christensen at engagere sig i politik for at sikre klubbens nuværende kampbane. Ligesom tidligere første holdsspillere som Bent Olsen (S) og Kenneth Eriksson (S) har siddet i kommunalbestyrelsen i Langebæk Kommune. Desuden har den tidligere spiller Martin Leider Olsen været ansat i Danmarks Socialdemokratiske Ungdom som sekretariatssekretær for studenterforeningen Frit Forum.Frit Forum Martin Leider Olsen er nu Socialdemokratiets folketingskandidat i Vordingborg Kommune, hvor Kalvehave er hjemhørende. Klubbens kamp- og scoringsrekord indehaves formentlig af Claus "Kludder" Christensen med uhørte 377 kampe og 326 mål.

## Sange og fangrupperinger
I tiden fra 1970'erne og frem til millennium blev der udviklet en del slagsange for Kalvehave IF – ofte inspireret af en anitautoritær haiku-digtning og mere traditionel folklore. De mest legendariske er som følger:
"Vi er de røde soldater/
Serie fire kandidater/
Vi kan drikke mange øller/
Mange fler' end Rudi Völler"
"Når vi stormer op af banen/
Er det li'som Jens med fanen/
Vi er alle en Eriksson/
KIF er kick and run"
Kilderne levner desværre ikke bevis for den berømte "sædcellen Anton".
Ofte blev Kalvehave IF's kampe overværet af op mod 100 tilskuere, der var organiseret i forskellige grupperinger. Det var dog forbudt nogensinde at rose spillerne – også selvom de gik ubesejrede gennem en sæson.

## Samarbejdet Langebæk Alliancen
Fra sæsonen 2006 valgte Kalvehave IF at indgå samarbejde med Stensved IF under navnet Langebæk Alliancen, hvilket skabte store følelesmæssige debatter på klubbens hjemmeside (www.kalvehave-if.dk). Langebæk Alliancen spiller i 2008 i serie 3 og har to hold i serie 5. Desuden råder klubben over et old boys-hold og to veteranhold.
20/12-08 Har LA Et hold i S.2 et i S.4B ( holdet spiller om oprykning pga en flot 2.plads i gruppen med et nederlag ) og S.5 hold